# Mission (Oregon)
Mission az Amerikai Egyesült Államok Oregon államának Umatilla megyéjében, az Umatilla rezervátumban elhelyezkedő statisztikai település, a Pendleton–Hermiston mikrostatisztikai körzet része. A 2020. évi népszámláláskor 960 lakosa volt.

## Népesség
| Lakosok száma | 1019 | 1037 | 960  |
|               | 2000 | 2010 | 2020 |

## Oktatás
A Pendletoni Tankerület lefedettségi körzetébe tartozik.

## Fordítás
- Ez a szócikk részben vagy egészben  a   Mission, Oregon című angol Wikipédia-szócikk ezen változatának fordításán alapul.  Az eredeti cikk szerkesztőit annak laptörténete sorolja fel. Ez a jelzés csupán a megfogalmazás eredetét és a szerzői jogokat jelzi, nem szolgál a cikkben szereplő információk forrásmegjelöléseként.